# Espen Knutsen
Kjell Espen Knutsen (ur. 12 stycznia 1972 w Oslo) – norweski hokeista, reprezentant Norwegii, olimpijczyk, trener.

## Kariera
- Vålerenga (1988–1994)
- Djurgårdens (1994–1997)
- Anaheim Ducks (1997–1998)
  -  Cincinnati Mighty Ducks (1997–1998)
- Djurgårdens (1998–2000)
- Columbus Blue Jackets (2000–2004)
  -  Syracuse Crunch (2003–2004)
- Vålerenga (2004)
- Djurgårdens (2004–2005)

Uczestniczył w turniejach zimowych igrzysk olimpijskich 1994 oraz mistrzostw świata w 1994, 1995, 1997, 2003.
Od 2005 trener hokejowy pracujący w swoim macierzystym klubie Vålerenga. W latach 2005–2008 asystent głównego trenera. Następnie I trener, później menadżer generalny.

## Sukcesy
Klubowe
- Złoty medal mistrzostw Norwegii: 1991, 1992, 1993 z Vålerenga
- Złoty medal mistrzostw Szwecji: 2000 z Djurgårdens

Indywidualne
- Mistrzostwa Europy juniorów do lat 18 w hokeju na lodzie 1990:
  - Pierwsze miejsce w klasyfikacji asystentów turnieju: 11 asyst
  - Drugie miejsce w klasyfikacji kanadyjskiej turnieju: 17 punktów[1]
- Elitserien (1999/2000):
  - Pierwsze miejsce w klasyfikacji asystentów w fazie play-off: 16 asyst
  - Pierwsze miejsce w klasyfikacji kanadyjskiej w fazie play-off: 21 punktów
  - Najlepszy w klasyfikacji +/- play-off Elitserien
  - Mecz Gwiazd
- NHL (2001/2002):
  - NHL All-Star Game
- Mistrzostwa Świata w Hokeju na Lodzie 2003/I Dywizja#Grupa B:
  - Pierwsze miejsce w klasyfikacji strzelców turnieju: 4 gole (ex aequo z Per-Åge Skrøderem)
  - Pierwsze miejsce w klasyfikacji kanadyjskiej turnieju: 9 punktów

Wyróżnienie
- Gullpucken - hokeista roku w Norwegii: 1994

Trenerskie
- Złoty medal mistrzostw Norwegii: 2006, 2007, 2009 z Vålerenga